# 카테리나 칼리트코
카테리나 올렉산드리우나 칼리트코(우크라이나어: Катери́на Олекса́ндрівна Кали́тко, 1982년 3월 8일~)는 우크라이나의 작가, 번역가이다. 여러 세르보크로아트어 작품을 우크라이나어로 번역했다.

## 생애
1982년 현재의 우크라이나 빈니차에서 태어났다. 그는 이 지역의 러시아어 대안 학교를 다녔다. 13살에서 14살 학기 방학 동안 러시아어로 시를 쓰라는 교사의 지시를 거부한 것이 계기가 되어 자신이 우크라이나어와 우크라이나어를 통한 글쓰기에 대해 취미 이상의 의식을 가지고 있다는 것을 알게 되었다고 인터뷰했다. 그는 키이우 국립 모힐라 대학교에서 생명 화학을 전공했고, 문과적 성향이 강했기 때문에, 그는 생명 화학을 전공하는 데 어려움을 겪었다고 말했지만 과를 수석으로 졸업하였다.
세르보크로아트어 작품을 우크라이나어로 번역하는 작업을 맡고 있으며, 한 권의 소설과 6권의 시집을 출판했다.

## 수훈
- 타라스 셰우첸코 국가상(2023)

## 참고 문헌
- Анастасія Платонова (2019년 8월 24일). “Катерина Калитко: «Я саме після подій Революції гідності зрозуміла, що ніколи не зможу поїхати з України»”. 《Лівий берег》 (우크라이나어). 2024년 3월 28일에 확인함.